# Šumska sastojina
Šumska sastojina dio je šume, koji se od ostalih dijelova šume razlikuje po vrsti drveća, dobi i stadiju razvitka, uzgojnom obliku, načinu postanka i načinu gospodarenja.
Šumske se sastojine izlučuju prema četiri glavna kriterija: vrsta drveća ili sastojinski oblik, razvojni stadij (pomladak, mladik, stara sastojina i sl.), uzgojni oblik (visoki, srednji, niski ili panjače) i po kvaliteti (bonitet staništa). Više šumskih sastojina čini šumsku zajednicu ili cenozu npr. šumska zajednica hrasta kitnjaka s običnim grabom (lat. Carpino betuli-Quercetum petreae). 
Prema sastojinskom obliku, šumske sastojine mogu biti čiste ili mješovite. U čistima jedna vrsta drveća ima više od 90% svih stabala (npr. čista bukova sastojina), a u mješovitim šumskim sastojinama, nijedna vrsta drveća ne prelazi 90%, nego ih ima više zastupljenih (npr. mješovita sastojina vrba i topola). Omjer smjese iskazuje odnos broja stabala pojedinih vrsta drveća u šumskoj sastojini odnosno odnos temeljnica ili odnos drvnih masa. 
Odnos stabala u sastojini iskazuje se gustoćom sastojine, obrastom sastojine i sklopom. Struktura sastojine trenutna je slika stanja sastojine i predstavljena je elementima, koji izgrađuju drvnu masu i raspoređuju je u sastojini kao što su: vrsta drveća, debljinski razredi, broj stabala po jedinici površine, drvna masa, temeljnica, visinska i debljinska struktura, struktura prirasta drvne mase i prostorni raspored stabala. 
Sastojine se dijele na sastojine preborne i na sastojine regularne strukture. Prema slojevitosti u sastojini postoji sloj drveća (gornja etaža), sloj grmlja (srednja etaža) i sloj prizemnog rašća, zeljastog bilja i mahovina (donja etaža). Zahvati uzgajanja šuma teže održavanju prirodne strukture šumske sastojine čime se postiže stabilnost i potrajnost. 
Prema biološko-gospodarskoj klasifikaciji stabala u sastojini postoji proizvodni dio (dominantna i nuzgredna etaža) i pomoćni dio (podstojna etaža i sušci).